# 中国共产党台湾省工作委员会 (2000年)
中国共产党台湾省工作委员会成立于2000年5月4日，设在台湾台北市北投區東華里。该组织的主要負責人為曾前往中國大陸學習的戴忠，成立目的在於宣揚「一個中國以及一國兩制」，成立时并无与中国共产党有隶属关系，不过曾播放中華人民共和國愛國歌曲在街頭抗爭。曾受到中國共產黨的注意。該組織並未受到台湾主流社會普遍注意或認同。
該組織在2004年年底被中華民國內政部函請解散。